# 著陸覆蓋區

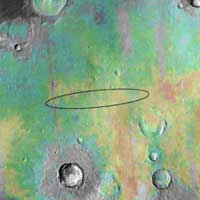
機會號火星漫遊車在子午線高原的著陸覆蓋區。

著陸覆蓋區，也稱為著陸橢圓，是太空飛行器在天體上著陸的不確定區域的著陸區。這是太空飛行器在大氣層進入之後，在無動力的情況下，根據進入角度、進入質量，大氣和阻力可能降落的一個區域。因此，不可能絕對精確地預先知道航太器的著陸點。通過模擬不同的再入路線，數值模擬將產生類似於足跡的圖。覆蓋區大小取決於用於開發地圖的信賴區間。

## 進階讀物
- Mitcheltree, Robert A.; Kellas, Sotiris.  (报告). NASA/Langley Research Center. January 1999  [2023-04-06]. （原始内容存档于2023-04-06）.